# Hayden Christensen

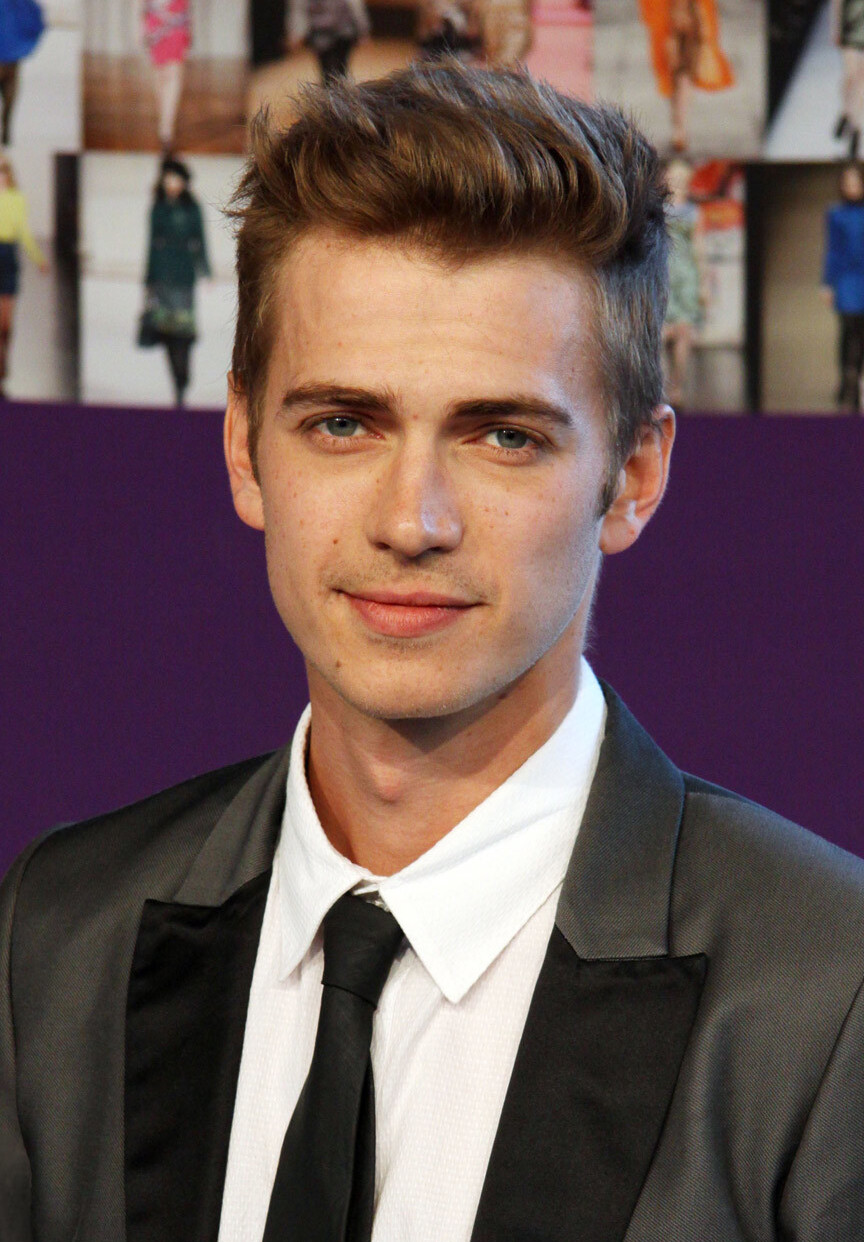
Hayden Christensen (2010)

Hayden Christensen (* 19. April 1981 in Vancouver) ist ein kanadisch-US-amerikanischer Schauspieler. International bekannt wurde er vor allem durch seine Mitwirkung in drei Episoden der berühmten Star-Wars-Filmreihe sowie in den Fernsehserien Obi-Wan Kenobi (2022) und Ahsoka (2023), in denen er die Figur Anakin Skywalker / Darth Vader verkörpert.

## Leben

### Kindheit und Ausbildung
Hayden Christensen wurde in Vancouver geboren. Später zog seine Familie nach Markham in der Nähe von Toronto, wo er aufwuchs. Sein kanadischer Vater David Christensen ist dänischer Herkunft, seine US-amerikanische Mutter Alie Nelson Christensen schwedischer und italienischer Abstammung. Christensen hat einen Bruder und zwei Schwestern. Durch seine beiden Elternteile besitzt er die Doppelstaatsbürgerschaft von Kanada und den Vereinigten Staaten.
Christensen besuchte die Baythorn Public School und anschließend die Unionville High School in Markham.

### Schauspielkarriere

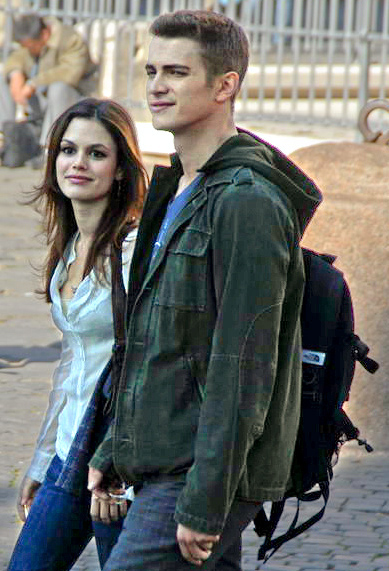
Christensen mit Rachel Bilson bei den Dreharbeiten zu Jumper (2006)

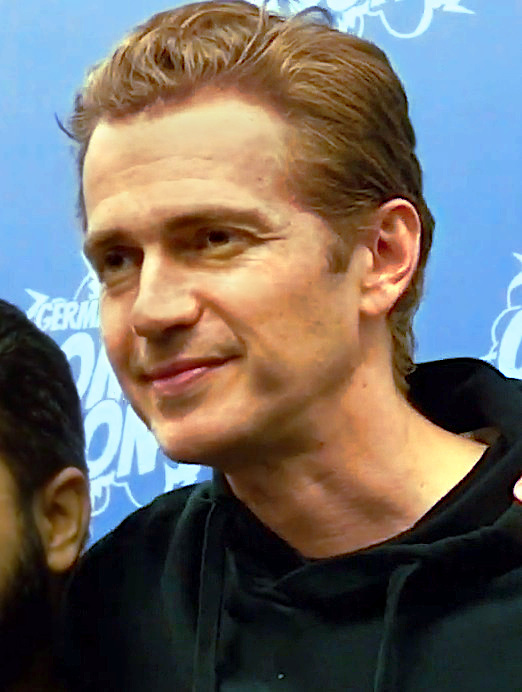
Christensen auf der German Comic Con 2022

Christensens Karriere begann 1993 mit der deutschkanadischen Fernsehserie Macht der Leidenschaft, in der er u. a. neben Dietmar Schönherr und Tina Ruland agierte. Darüber hinaus war er anfangs vereinzelt im kanadischen Fernsehprogramm zu sehen, in den späten 1990ern bekam er auch Rollen für das amerikanische Fernsehen, u. a. war er in der TV-Serie Goosebumps zu sehen, die auf der Kinderbuchreihe Gänsehaut basiert. Dort spielte er in der zweiteiligen Episode Die Nacht der lebenden Puppen III (Night of the Living Dummy III) den 12-jährigen Jungen Zane.
Erste Anerkennung erhielt Christensen für die Hauptrolle in der FOX-Fernsehserie Higher Ground (2000). In dieser Serie bewies er seine schauspielerischen Fähigkeiten, indem er einen Teenager verkörperte, der von seiner Stiefmutter sexuell missbraucht wird und in seiner Verzweiflung zu Drogen greift.
Für seine von den Kritikern gelobte Darstellung eines missverstandenen Teenagers in Das Haus am Meer (2001) erhielt Christensen Nominierungen für den Golden Globe Award und für den Screen Actors Guild Award sowie den Preis vom National Board of Review für den Besten Neueinsteiger des Jahres.
Bekannt wurde Christensen in der Rolle des Anakin Skywalker (zuvor gespielt von Sebastian Shaw und Jake Lloyd) in Star Wars: Episode II – Angriff der Klonkrieger (2002). Er setzte sich damals beim Casting gegen 400 Mitbewerber durch, darunter Jonathan Jackson und Leonardo DiCaprio. Obwohl ihm seine Leistung ziemlich unterschiedliche Kritiken einbrachte und er zweimal die Goldene Himbeere erhielt, war er in Jugendzeitschriften sehr präsent und erlangte als Spitzenreiter von inoffiziellen Rängen wie heißester Boy oder sexiester Schauspieler mehr Ansehen und wurde somit schnell zum neuen Teeniestar. Weitere gute Resonanz bekam Christensen für den Film Shattered Glass (2003), welcher nach einer wahren Begebenheit die Geschichte des Stephen Glass nacherzählt, der als prominenter Featurejournalist und Redaktionsmitglied von The New Republic mehrere Artikel fälschte.
Überwiegend positive Kritiken bekam Christensen für den dritten Teil der Star-Wars-Saga, Die Rache der Sith (2005), in dem er einen reiferen, aber dennoch unsicheren Anakin spielt, der allmählich zur dunklen Seite der Macht überläuft und schließlich vom intriganten und korrupten Kanzler Palpatine in Darth Vader verwandelt wird. In der Special Edition von Star Wars: Episode VI – Die Rückkehr der Jedi-Ritter aus dem Jahr 2004 ersetzt Christensen in einer kurzen Szene am Ende des Films den ursprünglichen Schauspieler Sebastian Shaw in der Rolle des Machtgeistes von Anakin Skywalker.
2008 spielte er an der Seite von Rachel Bilson die Hauptrolle im Film Jumper. Bis einschließlich 2010 folgten vier weitere Kinoproduktionen, danach trat er erst wieder 2014 als Schauspieler in Erscheinung. Er übernahm Rollen in American Heist und Outcast – Die letzten Tempelritter, gefolgt von 90 Minutes in Heaven aus dem Jahr 2015. Zwei Jahre später war er in First Kill an der Seite von Bruce Willis zu sehen. 2018 war er in Ein Rezept für die Liebe und The Last Man zu sehen.
2019 hatte er eine Sprechrolle für die neunte Episode der Star-Wars-Reihe Star Wars: Der Aufstieg Skywalkers, wo er als Stimme von Anakin Skywalker zu hören ist. In den jeweils 2022 und 2023 veröffentlichten Serien Obi-Wan Kenobi und Ahsoka spielte er die Rolle des Anakin Skywalker bzw. Darth Vader erneut.
Seine deutsche Synchronstimme stammt häufig von Robin Kahnmeyer oder Wanja Gerick.

## Privatleben
Im Jahr 2007 kaufte Christensen eine Farm in der Nähe von Uxbridge, Ontario. Er gab im Jahr 2008 an, diese selbst zu renovieren und Viehhaltung, Ackerbau und Landtechnik zu lernen. Im November 2013 veröffentlichte Christensen in Zusammenarbeit mit der kanadischen Modekette RW & Co eine von seiner Farm inspirierte Herrenbekleidungslinie.
Von Dezember 2008 bis Mitte 2010 war er mit der Schauspielerin Rachel Bilson verlobt. Im August 2010 gaben sie ihre Trennung bekannt. Nachdem sie im November 2010 wieder zueinander gefunden hatten, kam Ende Oktober 2014 das erste gemeinsame Kind der beiden, ein Mädchen, auf die Welt. Im September 2017 gaben die beiden dann ihre endgültige Trennung bekannt. Christensen lebt in Los Feliz, einem Stadtteil von Los Angeles.

## Filmografie (Auswahl)

### Filme
- 1994: Die Mächte des Wahnsinns (In the Mouth of Madness)
- 1995: Jungle Law (Street Law)
- 1995: Die Mia Farrow Story – Lug und Trug in Hollywood (Love and Betrayal: The Mia Farrow Story, Fernsehfilm)
- 1995: Harrison Bergeron – IQ Runner (Harrison Bergerson, Fernsehfilm)
- 1996: No Greater Love (Fernsehfilm)
- 1998: Strike – Mädchen an die Macht! (Strike!)
- 1999: Angst über den Wolken (Freefall)
- 1999: The Virgin Suicides
- 2000: Wenn Mutterliebe zur Hölle wird (Trapped in a Purple Haze, Fernsehfilm)
- 2001: Das Haus am Meer (Life as a House)
- 2002: Star Wars: Episode II – Angriff der Klonkrieger (Star Wars Episode II: Attack of the Clones)
- 2003: Shattered Glass (Shattered Glass)
- 2004: Die Rückkehr der Jedi-Ritter (Star Wars Episode VI: Return of the Jedi, DVD-Neufassung)
- 2005: Star Wars: Episode III – Die Rache der Sith (Star Wars Episode III: Revenge of the Sith)
- 2006: Factory Girl
- 2007: Virgin Territory
- 2007: Awake
- 2008: Jumper
- 2009: New York, I Love You
- 2010: Quantum Quest: A Cassini Space Odyssey
- 2010: Takers – The Final Job (Takers)
- 2010: Die Herrschaft der Schatten (Vanishing on 7th Street)
- 2014: American Heist
- 2014: Outcast – Die letzten Tempelritter (Outcast)
- 2015: 90 Minuten im Himmel (90 Minutes in Heaven)
- 2017: First Kill
- 2018: Ein Rezept für die Liebe (Little Italy)
- 2019: The Last Man
- 2019: Star Wars: Der Aufstieg Skywalkers (Star Wars: The Rise of Skywalker, Stimme von Anakin Skywalker)

### Serien
- 1993: Macht der Leidenschaft (Family Passions)
- 1996: Nick Knight – Der Vampircop (Forever Knight, Folge 3x18)
- 1997: Gänsehaut – Die Stunde der Geister (Goosebumps, 2 Folgen)
- 1999: Grusel, Grauen, Gänsehaut (Are You Afraid of the Dark?, 1 Folge)
- 2000: Higher Ground (22 Folgen)
- 2022: Obi-Wan Kenobi (5 Folgen)
- 2023: Ahsoka (4 Folgen)

## Auszeichnungen (Auswahl)

### Auszeichnungen
- 2001: Young Hollywood Awards als One to Watch – Male
- 2001: Movieline's First Annual Breakthrough of the Year Awards als Breakthrough Actor of the Year
- 2001: National Board of Review als Best Breakthrough Performance für Das Haus am Meer
- 2002: Trophée Chopard der Filmfestspiele von Cannes als Bester Nachwuchsdarsteller
- 2003: Goldene Himbeere als Schlechtester Nebendarsteller für Star Wars: Episode II – Angriff der Klonkrieger
- 2004: Las Palmas Film Festival als Bester Darsteller für Shattered Glass
- 2005: ShoWest Awards als Male Star of Tomorrow
- 2005: The Capri Film Festival-December: The Capri Global Award
- 2006: MTV Movie Award als Bester Filmbösewicht für Star Wars: Episode III – Die Rache der Sith
- 2006: Goldene Himbeere als Schlechtester Nebendarsteller für Star Wars: Episode III – Die Rache der Sith

### Nominierungen
- 2002: Golden Globe Award in der Kategorie Bester Nebendarsteller für Das Haus am Meer
- 2002: Screen Actors Guild Award in der Kategorie Bester Nebendarsteller für Das Haus am Meer
- 2002: Online Film Critics Society Award in der Kategorie Bester Newcomer für Das Haus am Meer
- 2002: Saturn Award in der Kategorie Best Performance by a Younger Actor für Star Wars: Episode II – Angriff der Klonkrieger
- 2002: Cinescape Genre Face of the Future Award Male in der Kategorie Best Performance by a Younger Actor für Star Wars: Episode II – Angriff der Klonkrieger
- 2002: Chicago Film Critics Association Awards als Vielversprechendster Schauspieler
- 2003: Goldene Himbeere in der Kategorie Schlechteste Filmpaarung (mit Natalie Portman) für Star Wars: Episode II – Angriff der Klonkrieger
- 2003: Golden Satellite Award in der Kategorie Bester Hauptdarsteller – Drama für Shattered Glass
- 2005: Teen Choice Award in der Kategorie Choice Actor in a Drama/Action Adventure für Star Wars: Episode III – Die Rache der Sith
- 2005: Teen Choice Award in der Kategorie Choice Chemistry (mit Natalie Portman) für Star Wars: Episode III – Die Rache der Sith
- 2006: Saturn Award in der Kategorie Bester Hauptdarsteller für Star Wars: Episode III – Die Rache der Sith
- 2008: Goldene Himbeere in der Kategorie Schlechteste Filmpaarung (mit Jessica Alba) für Awake
- 2008: MTV Movie Award in der Kategorie Beste Kampfszene (mit Jamie Bell) für Jumper